# Mary Wells Lawrence

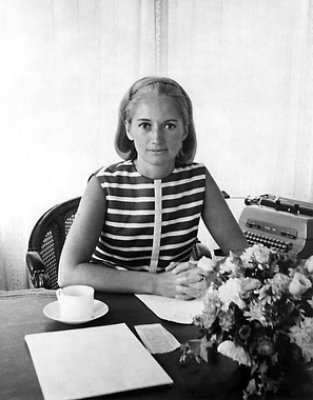
Mary Wells Lawrence, 1969

Mary Wells Lawrence (* als Mary Georgene Berg am 25. Mai 1928 in Youngstown, Ohio; † 11. Mai 2024 in London) war eine US-amerikanische Unternehmerin der Werbebranche.

## Leben
Wells Lawrence absolvierte Ende der 1940er Jahre ein zweijähriges Studium am Carnegie Institute of Technology in Pittsburgh, Pennsylvania. Dort lernte sie Bert Wells kennen, den sie 1949 heiratete. 1951 zog das Paar nach Youngstown, wo Lawrence ihre erste Stelle als Werbetexterin bei McKelvey’s department store einnahm. Dies erwies sich nur als kurze Liaison. Lawrence nahm im gleichen Jahr noch ein Studium von Theater und Tanz in New York City auf. Weitere Stationen ihres Berufslebens waren die Werbeabteilungen von Macy’s, McCann Erickson, DDB Worldwide, Jack Tinker and Partners. Ihren ersten großen Erfolg hatte sie bei Jack Tinker and Partners mit der Kampagne für Braniff International Airways.
In der Folge dieser Kampagne heiratete sie 1967 den CEO der Fluglinie, Harding Lawrence, nachdem Wells Lawrence 1966 ihre eigene Werbeagentur Wells Rich Greene gegründet hatte. Richard Rich war in der Agentur verantwortlich für die Finanzen und Steward Greene leitete das Sekretariat. Mitarbeiter von WRG waren unter anderem die Designer Alexander Girard und Emilio Pucci. Hauptkunden von WRG waren American Motors, Cadbury Schweppes, IBM, MCI Communications, Pan American World Airways, Trans World Airlines, Procter & Gamble, Ralston Purina, RC Cola und Sheraton Hotels and Resorts. Wells Lawrence setzte sich im Jahre 1990 zur Ruhe und verkaufte das Unternehmen an Boulet Dru Dupuy Petit. WRG firmierte danach unter dem Namen Wells Rich Greene BDDP, bevor die Agentur 1998 endgültig ihren Betrieb einstellte. Das Firmenarchiv wurde an die Duke University’s John W. Hartman Center for Sales, Advertising and Marketing History übergeben.
Wells Lawrence hatte mit ihrem ersten Mann Bert Wells zwei Kinder. Ihr zweiter Mann Harding Lawrence brachte vier Kinder mit in die Ehe.

## Bekannte Werbekampagnen

I Love New York, 1977

- Plop plop, fizz fizz – Alka-Seltzer
- I can’t believe I ate the whole thing – Alka-Seltzer
- Try it, you’ll like it – Alka-Seltzer
- I Love New York
- Trust the Midas touch
- At Ford, Quality is Job 1
- Flick your BIC
- Raise your hand if you’re Sure – Sure deodorant

## Auszeichnungen
- Advertising Woman of the Year durch die American Advertising Federation, 1971
- Aufgenommen in die American Advertising Federation Hall of Fame, 1999